# Oncidium longipes
 Oncidium longipes  es una especie de orquídea epifita originaria de Sudamérica.

## Descripción
Oncidium longipes es una orquídea epífita con pseudobulbos cilíndricos aplastados lateralmente de los que salen apicalmente dos hojas coriáceas estrechas oblongo linguladas, en su centro emergen dos varas florales de numerosas y diminutas flores.
Posee un tallo floral paniculado. Flores con manchas de color marrón anaranjado y lábelo amarillo.

## Distribución y hábitat
Esta especie es oriunda de Brasil de Iguazú hasta Misiones en Argentina y Paraguay. Esta orquídea se desarrolla sobre árboles. Zona de clima cálido.

## Cultivo
Tiene preferencia de mucha claridad o con sombra moderada. Se pueden poner en el exterior como los Cymbidium para forzar la floración. En invierno mantenerle el sustrato seco con pocos riegos. 
Florecen en enero y febrero en su hábitat. 
Etimología
Ver: Oncidium, Etimología
El nombre científico "longipes" debido a la hoja alargada.

## Sinonimia
- Oncidium janeirense Rchb.f. (1854)
- Oncidium oxyacanthosmum Rchb.f. ex Linden (1855)
- Oncidium longipes var. monophyllum Regel (1863)
- Oncidium biflorum Barb. Rodr. (1881)
- Oncidium hassleri Cogn. (1906)
- Oncidium monophyllum (Regel) Herter (1956)
- Alatiglossum longipes (Lindl.) Baptista, Colet. Orquídeas Brasil. 3: 88 (2006).
- Kleberiella longipes (Lindl.) V.P.Castro & Cath., Richardiana 6: 159 (2006).
- Oncidium eurycline Rchb.f., Gard. Chron., n.s., 20: 812 (1883).
- Oncidium unicolor Rolfe, Orchid Rev. 1: 266 (1893).
- Alatiglossum unicolor (Rolfe) Baptista, Colet. Orquídeas Brasil. 3: 89 (2006).
- Kleberiella unicolor (Rolfe) V.P.Castro & Cath., Richardiana 6: 159 (2006).[1]